# 色法尔月
色法尔月(صفر)，是伊斯兰历第二个月，霉运之月，据信阿丹（即聖經中的亞當）于本月被逐出伊甸园。
本月重要节日有：
- 本月1日，穆罕默德家族进入耶齐德在叙利亚的宫廷。
- 本月7日，什葉派第七位伊玛目穆萨·阿尔-卡齐姆诞辰。
- 本月9日，伊玛目阿里·本·艾比·塔利卜於拿赫魯宛戰爭中取勝。
- 本月13日， Sakina bint Husayn殉難。
- 本月17日，什葉派第八位伊玛目阿里·里達殉難。
- 本月20日，即阿舒拉節後四十天，什葉派穆斯林慶典日，又稱四十日節。
- 本月28日，穆罕默德和伊玛目哈桑殉難。（據什葉派穆斯林所指）。